# Łotwa w Konkursie Piosenki Eurowizji Junior
Łotwa w Konkursie Piosenki Eurowizji Junior brała udział 5 razy.
Najwyższym wynikiem kraju jest 9. miejsce, które w 2003 roku zajął Dzintars Čīča z utworem „Tu esi vasarā”

## Uczestnictwo
Łotwa uczestniczyła w Konkursie Piosenki Eurowizji Junior w latach 2003–2005 i 2010–2011. Poniższa tabela uwzględnia wszystkich łotewskich reprezentantów, tytuły konkursowych piosenek i języki w których były śpiewane oraz wyniki w poszczególnych latach.
| Rok                                   | Artysta                      | Piosenka                     | Język    | Miejsce | Punkty |
| ------------------------------------- | ---------------------------- | ---------------------------- | -------- | ------- | ------ |
| 2003                                  | Dzintars Čīča                | „Tu Esi Vasarā”              | łotewski | 9       | 37     |
| 2004                                  | Mārtiņš Tālbergs             | „Balts Vai Melns”            | łotewski | 17      | 3      |
| 2005                                  | Kids4Rock                    | „Es Esmu Maza Jauka Meitene” | łotewski | 11      | 50     |
| brak reprezentanta w latach 2006–2009 |                              |                              |          |         |        |
| 2010                                  | Šarlote Lēnmane & Sea Stones | „Viva la Dance”              | łotewski | 10      | 51     |
| 2011                                  | Amanda Bašmakova             | „Moondog”                    | łotewski | 13      | 31     |
| Brak reprezentanta od 2012            |                              |                              |          |         |        |

Legenda:
     1 miejsce
     2 miejsce
     3 miejsce